# 奧田惠梨華
奧田惠梨華（日语：奥田 恵梨華、おくだ えりか；1981年2月24日—），日本女演員，東京都出身。隸屬於星塵傳播。

## 演出作品

### 電視劇
- 《4TEEN十四歲》 飾演 莉卡（WOWOW、2004年）
- 《完美小姐進化論》 飾演 真理的朋友（TBS、2010年）（第2至3集客串演出）
- 《離婚同居》（NHK、2010年）
- 《科調所的女法研》 飾演 吉崎泰乃（朝日電視台、2012年—）（第10系列至今演出）
- 《出色的選TAXI》（關西電視台，2014年）飾演 時田真緒
- 《海的開始》（富士電視台，2024年）飾演 小出志織

### 電影
- 《Sweet Rain～死神的精準度》 飾演 竹子（2008年）
- 《機動警察真人版》第5～6集 飾演市長祕書 （2014年）

### PV
- 輕閉雙眼（主唱：平井堅）（2004年）
- 只是…想見你（主唱：EXILE）（2005年）

## 外部連結
- 星塵傳播網站內的個人資料 （页面存档备份，存于） （日語）
- IMDB個人資料 （英文）